# Jonathan (äpple)

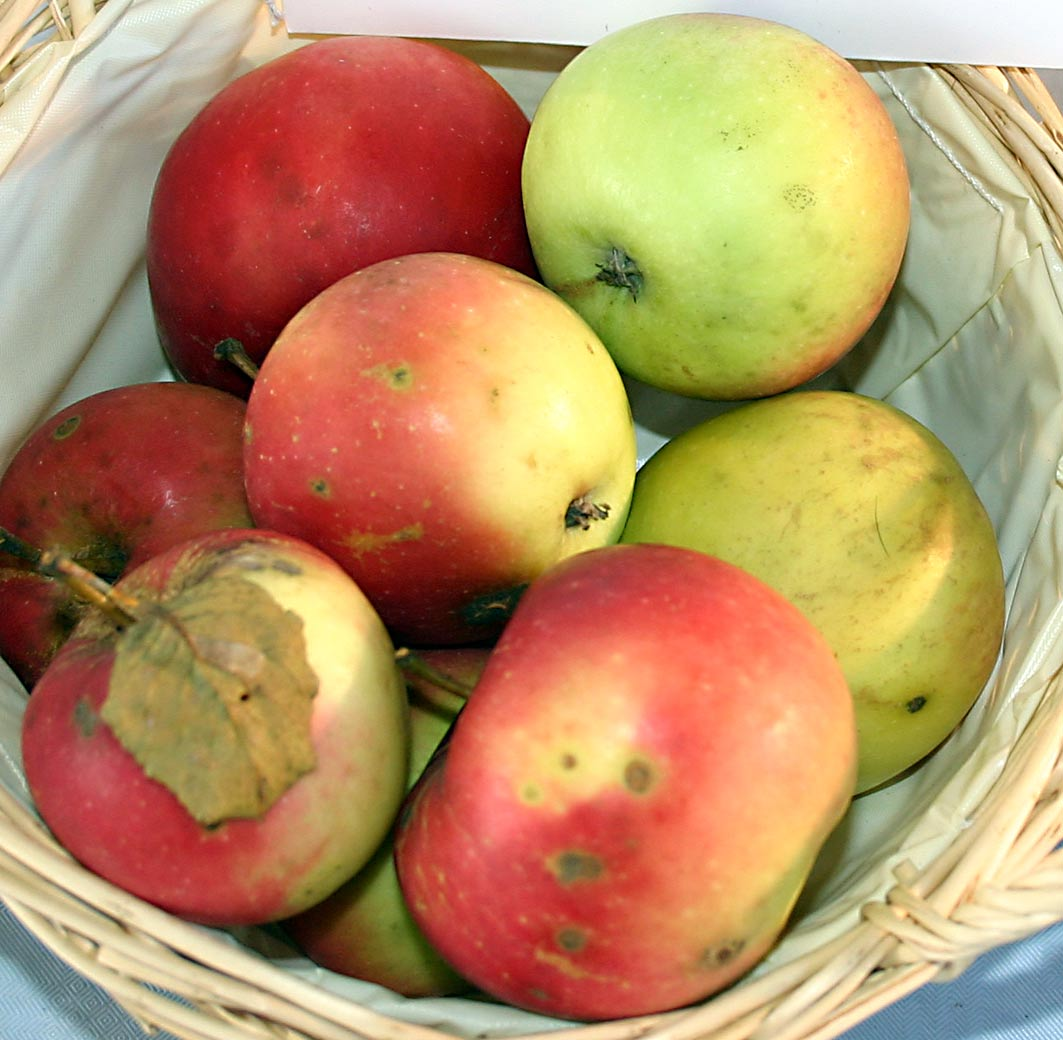
Jonathan.

Jonathan är en äppelsort som har sitt ursprung i delstaten New York, USA, och har sitt namn från den förste som uppmärksammade äppelsorten, Jonathan Harbranck. Äpplet som är medelstort och har ett fett skal som är grön och rödfärgat, har ett mört fruktkött med en aning syrlig och söt smak. Jonathan mognas i januari och håller sig vid bra förvaring till april. Äpplet är främst ett ätäpple, och äpplen som pollineras av Jonathan är bland annat Aroma, Cox Orange, Filippa, Ingrid Marie, James Grieve, Katja, Mio och Transparente blanche. I Sverige odlas sorten mest gynnsamt i zon I. 142 dagar mellan blomning och plockning. Medelvikt 125 gram, Densitet 0,77, Sockerhalt 12,5%  Syrahalt 0,77% Sorbitol 0,33%.
Jonathan började säljas i Sverige år 1908 av Alnarps Trädgårdar.